# Beregkövesd
Beregkövesd település Ukrajnában, Kárpátalján, a Beregszászi járásban.

## Fekvése
Nagyszőlőstől északra, Komlós és Beregkisfalud közt fekvő település.

## Története
A trianoni békeszerződés előtt Bereg vármegye Felvidéki járásához tartozott.
1910-ben 1175 lakosából 64 magyar, 1110 ruszin volt. Ebből 11 római katolikus, 769 görögkatolikus, 394 izraelita volt.